# 165574 Deidre
165574 Deidre è un asteroide della fascia principale. Scoperto nel 2001, presenta un'orbita caratterizzata da un semiasse maggiore pari a 2,6225865 UA e da un'eccentricità di 0,1287401, inclinata di 10,68306° rispetto all'eclittica.